# Daklatasvir
Daklatasvir, pod tržnim imenom Daklinza, je zdravilo, ki se v kombinaciji z drugimi zdravili uporablja za zdravljenje hepatitisa C (HCV). Uporablja se v kombinaciji s sofosbuvirjem, ribavirinom in interferonom, pri čemer je kombinacija odvisna od virusnega genotipa in prisotnosti jetrne ciroze. Uporablja se peroralno (z zaužitjem) enkrat na dan.
Pogosti neželeni učinki kombinacije sofosbuvirja in daklatasvirja so glavobol, utrujenost in slabost. Pri kombinaciji daklatasvirja s sofosbuvirjem in ribavirinom se najpogosteje pojavljajo glavobol, utrujenost, slabost in hemolitična anemija (slabokrvnost zaradi propadanja rdečih krvničk). Daklatasvir se ne sme uporabljati sočasno s šentjanževko, rifampinom ali karbamazepinom. Deluje tako, da zavira beljakovino NS5A virusa hepatitisa C.
Daklatasvir je prejel dovoljenje za promet z zdravilom v Evropi leta  2014, v ZDA in Indiji pa leta 2015. Uvrščen je na seznam osnovnih zdravil Svetovne zdravstvene organizacije, torej med najpomembnejša učinkovita in varna zdravila, potrebna za normalno zagotavljanje zdravstvene oskrbe.

## Medicinska uporaba
Daklatasvir se uporablja v kombinaciji z drugimi protivirusnimi zdravili za zdravljenje kroničnega hepatitisa C, ki ga povzroča genotip virusa 1, 3 ali 4; izbor drugih protivirusnih zdravil, med katere spadajo sofosbuvir, ribavirin in interferon, je odvisen od virusnega genotipa in od prisotnosti jetrne ciroze.
V živalskih modelih daklatasvir ni izkazal neželenih učinkov na plod v odmerkih, ki se uporabljajo za zdravljenje pri ljudeh, vendar je kombinirana terapija z ribavirinom kontraindicirana pri nosečnicah in pri moških, ki so spolni partnerji nosečnic.  Ni znano, ali daklatasvir prehaja v materino mleko in ali ima neželene učinke na dojene otroke. Dojenje je glede prenosa okužbe hepatitisa C za otroka varno, vendar se dojenje odsvetuje, če ima okužena mati azpokane ali krvaveče bradavice.

## Neželeni učinki
Daklatasvir ni bil obširno preučevan kot samostojna učinkovina, zato ni znano, kateri neželeni učinki so neposredno povezani z njegovo uporabo. Podatki o neželenih učinkih so na voljo le za kombinacijo daklatasvirja s sofosbuvirjem ali trojno kombinacijo s sofosbuvirjem in ribavirinom. Pogosti neželeni učinki, ki se pojavijo pri več kot 10 % bolnikov, ki prejemajo kombinacijo daklatasvirja in sofosbuvirja, zajemajo glavobol in slabost, pri trojni terapiji (daklatasvir + sofosbuvir + ribavirin) pa so pogosti neželeni učinki glavobol, utrujenost, slabost in hemolitična anemija.